# Mariscal general de Francia
El título mariscal general de Francia, o más específicamente: mariscal general de los campos y ejércitos del rey (en francés: maréchal général des camps et armées du roi) era dado para precisar que aquel que lo ostentaba, tenía autoridad sobre todos los ejércitos franceses. Esto era para diferenciarlo de otros mariscales que por esos tiempos solo podían comandar un ejército. Esta dignidad era otorgada tan solo a mariscales de Francia, normalmente cuando la dignidad de condestable de Francia no estaba disponible o, a partir de 1602, suprimido.

## Lista de titulares
Solamente hubo seis en la historia de Francia. Cinco en la etapa anterior a la revolución.
- Charles de Gontaut, duque de Biron, 1562–1602.
- François de Bonne, duque de Lesdiguières, 1543–1626.
- Enrique de la Tour d'Auvergne-Bouillon, vizconde de Turenne, 1611–1675.
- Claude Louis Hector de Villars, 1653–1734.
- Mauricio de Sajonia, conde de Sajonia, 1696–1750.
- Jean de Dieu Soult, 1769–1851.

- Datos: Q1324307